# Ridwan (engel)
Ridwan (Arabisch: رضوان, "behagen") is in de islam de poortwachter van het paradijs. Ridwan is al eeuwen een veelvoorkomende Arabische jongensnaam (ook gespeld als Rizwan, Ridvan, Redouane, Redouan).
Zijn tegenhanger is Maalik, die de poort van de hel voor zijn rekening neemt.